# 6. Europejskie Zawody Małych Federacji
6. Europejskie Zawody Małych Federacji (6th European Small Federation Games) – zawody brydżowe, które były rozgrywane w Koszycach (Słowacja) w dniach 24–26 września 2013 roku.
Zwyciężył zespół Czech w składzie: Eva Bahniková, Michal Kopecký, Josef Kurka i Milan Macura.

## Poprzedni zwycięzcy
W poprzednich, 5. zawodach, które odbyły się w Tallinnie, (Estonia) w okresie 24..26 września 2012 roku medalowe miejsca zdobyły:
1. Estonia – Vassili Levenko, Sven Sester, Tiit Laanemäe, Maksim Karpov, Jaanus Maripuu;
2. Monako – Nathalie Frey, Renaud Grover, Christophe Desmoulins, René Tognetti, Marco Cattelani, Henri Fissore;
3. Portugalia – Maria João Lara, Manuel d’Orey Capucho, Juliano Barbosa, António Palma.

## Format zawodów
- W zawodach uczestniczyły reprezentacyjne drużyny z małych federacji;
- Drużyny grały mecze 12 rozdaniowe, każdy z każdym. Uzyskane punkty IMP tych meczów były przeliczane na VP w skali 0–20.

## Transmisje z zawodów
Wszystkie sesje zawodów były transmitowane w internecie poprzez BBO. Była jednoczesna transmisja z 2 stołów (jeden mecz).
Były następujące transmisje:
- We wtorek, 24 września 1000: runda 1;
- We wtorek, 24 września 1200: runda 2;
- We wtorek, 24 września 1530: runda 3;
- We wtorek, 24 września 1730: runda 4;
- W środę, 25 września 1000: runda 5;
- W środę, 25 września 1200: runda 6;
- W środę, 25 września 1530: runda 7;
- W środę, 25 września 1530: runda 8;
- W czwartek, 26 września 1000: runda 9;
- W czwartek, 26 września 1200: runda 10;
- W czwartek, 26 września 1530: runda 11.

## Wyniki zawodów
Miejsca medalowe zawodów zdobyły następujące zespoły:
1. Czechy: Eva Bahniková, Michal Kopecký, Josef Kurka, Milan Macura
2. Estonia: Maksim Karpov, Tiit Laanemae, Vassili Levenko, Leo Luks, Lauri Naber, Sven Sester
3. Ukraina: Yuliy Chumak, Tetyana Danylyuk, Volodymyr Danylyuk, Oleksandr Nyemtsev, Oleg Rovyshyn, Gennadii Rybnikov

| 6. Europejskie Zawody Małych Federacji | 6. Europejskie Zawody Małych Federacji | 6. Europejskie Zawody Małych Federacji | 6. Europejskie Zawody Małych Federacji | 6. Europejskie Zawody Małych Federacji | 6. Europejskie Zawody Małych Federacji | 6. Europejskie Zawody Małych Federacji | 6. Europejskie Zawody Małych Federacji | 6. Europejskie Zawody Małych Federacji | 6. Europejskie Zawody Małych Federacji | 6. Europejskie Zawody Małych Federacji | 6. Europejskie Zawody Małych Federacji | 6. Europejskie Zawody Małych Federacji | 6. Europejskie Zawody Małych Federacji | 6. Europejskie Zawody Małych Federacji | 6. Europejskie Zawody Małych Federacji | 6. Europejskie Zawody Małych Federacji | 6. Europejskie Zawody Małych Federacji | 6. Europejskie Zawody Małych Federacji |
| M                                      | Kraj                                   | F                                      | Czechy                                 | Estonia                                | Ukraina                                | Białoruś                               | Słowenia                               | Słowacja                               | B&H                                    | Litwa                                  | Monako                                 | Cypr                                   | Luks.                                  | Łotwa                                  | ±                                      | Σ                                      | P                                      | F                                      |
| -------------------------------------- | -------------------------------------- | -------------------------------------- | -------------------------------------- | -------------------------------------- | -------------------------------------- | -------------------------------------- | -------------------------------------- | -------------------------------------- | -------------------------------------- | -------------------------------------- | -------------------------------------- | -------------------------------------- | -------------------------------------- | -------------------------------------- | -------------------------------------- | -------------------------------------- | -------------------------------------- | -------------------------------------- |
| 1                                      | Czechy                                 | Czechy                                 |                                        | 16.55                                  | 3.63                                   | 18.28                                  | 12.31                                  | 17.56                                  | 6.82                                   | 15.37                                  | 14.70                                  | 14.93                                  | 15.37                                  | 17.08                                  |                                        | 152.60                                 | 1                                      | Czechy                                 |
| 2                                      | Estonia                                | Estonia                                | 3.45                                   |                                        | 10.36                                  | 17.24                                  | 9.64                                   | 9.64                                   | 14.22                                  | 14.22                                  | 15.15                                  | 15.99                                  | 18.14                                  | 19.94                                  | -0.02                                  | 147.77                                 | 2                                      | Estonia                                |
| 3                                      | Ukraina                                | Ukraina                                | 16.37                                  | 9.64                                   |                                        | 10.71                                  | 16.18                                  | 5.54                                   | 5.30                                   | 19.02                                  | 7.39                                   | 19.92                                  | 15.37                                  | 18.28                                  |                                        | 143.72                                 | 3                                      | Ukraina                                |
| 4                                      | Białoruś                               | Białoruś                               | 1.72                                   | 2.76                                   | 9.29                                   |                                        | 16.37                                  | 16.55                                  | 4.85                                   | 11.38                                  | 2.44                                   | 7.10                                   | 20.00                                  | 18.90                                  |                                        | 111.36                                 | 4                                      | Białoruś                               |
| 5                                      | Słowenia                               | Słowenia                               | 7.69                                   | 10.36                                  | 3.82                                   | 3.63                                   |                                        | 7.1                                    | 19.54                                  | 16.55                                  | 11.7                                   | 13.45                                  | 1.86                                   | 14.22                                  |                                        | 109.92                                 | 5                                      | Słowenia                               |
| 6                                      | Słowacja                               | Słowacja                               | 2.44                                   | 10.36                                  | 14.46                                  | 3.45                                   | 12.9                                   |                                        | 9.29                                   | 7.99                                   | 8.95                                   | 2.76                                   | 19.13                                  | 17.40                                  |                                        | 109.13                                 | 6                                      | Słowacja                               |
| 7                                      | Bośnia i Hercegowina                   | Bośnia i Hercegowina                   | 13.18                                  | 5.78                                   | 14.70                                  | 15.15                                  | 0.46                                   | 10.71                                  |                                        | 4.85                                   | 19.34                                  | 3.82                                   | 10.00                                  | 9.29                                   |                                        | 107.28                                 | 7                                      | Bośnia i Hercegowina                   |
| 8                                      | Litwa                                  | Litwa                                  | 4.63                                   | 5.78                                   | 0.98                                   | 8.62                                   | 3.45                                   | 12.01                                  | 15.15                                  |                                        | 13.97                                  | 7.39                                   | 11.38                                  | 20.00                                  |                                        | 103.36                                 | 8                                      | Litwa                                  |
| 9                                      | Monako                                 | Monako                                 | 5.3                                    | 4.85                                   | 12.61                                  | 17.56                                  | 8.30                                   | 11.05                                  | 0.66                                   | 6.03                                   |                                        | 15.58                                  | 6.03                                   | 12.31                                  |                                        | 100.28                                 | 9                                      | Monako                                 |
| 10                                     | Cypr                                   | Cypr                                   | 5.07                                   | 4.01                                   | 0.08                                   | 12.90                                  | 6.55                                   | 17.24                                  | 16.18                                  | 12.61                                  | 4.42                                   |                                        | 5.07                                   | 13.18                                  | -0.98                                  | 96.33                                  | 10                                     | Cypr                                   |
| 11                                     | Liksemburg                             | Luksemburg                             | 4.63                                   | 1.86                                   | 4.63                                   | 0.00                                   | 18.14                                  | 0.87                                   | 10.00                                  | 8.62                                   | 13.97                                  | 14.93                                  |                                        | 15.37                                  | -0.50                                  | 92.52                                  | 11                                     | Luksemburg                             |
| 12                                     | Łotwa                                  | Łotwa                                  | 2.92                                   | 0.26                                   | 1.72                                   | 1.10                                   | 5.78                                   | 2.60                                   | 10.71                                  | 0.00                                   | 7.69                                   | 6.82                                   | 4.63                                   |                                        |                                        | 44.23                                  | 12                                     | Łotwa                                  |